# Marie Devellereau
Marie Devellereau, née en 1971, est une cantatrice française, soprano lyrique léger. 

## Biographie
Diplômée de la Juilliard School of Music de New York, Marie Devellereau est révélée au grand public par les «Voice Masters»de Monte Carlo qu’elle remporte en 1997. 
Depuis elle est saluée par la presse comme une "soprano à la voix fraîche et à la musicalité exquise" [Le Monde de la Musique] et "qui ne cesse de nous charmer, nous étonner, nous émouvoir" [Le Monde].
L’Opéra National de Paris accueillit son premier grand rôle - Sœur Constance - dans Dialogues des carmélites, sous la direction inspirée de Seiji Ozawa, avant de la retrouver dans Parsifal, Peter Grimes, Don Carlo - qui lui valut le Prix de la critique - et Rosenkavalier dans le rôle de Sophie .
En 2001, Marie est finaliste du Concours Placido Domingo, à Washington.
En vingt ans de carrière, elle s’est produite sur de nombreuses scènes nationales et internationales.  
En France on peut citer le Théâtre des Champs Elysées, le Théâtre du Châtelet, la Salle Pleyel, l’Opéra National de Lyon, l’Opéra Royal du Château de Versailles, la Cité de la Musique ou les Chorégies d'Orange. 
En Europe, elle apparaît à la Scala de Milan, au Teatro dell'Opera de Rome, au Teatro Verdi de Trieste, au Grand Théâtre de Genève, à la Salle des Princes Forum Grimaldi de Monaco, ou au Concertgebouw d’Amterdam. 
Aux États-Unis  elle est accueillie à l’Avery Fischer Hall (New York), l’Opéra de San Francisco, le festival de Tanglewood.  
Dans le reste du monde, le public la salue entre autres à l’Opéra de Shanghaï,  dans le Forbidden City Concert Hall de Pékin ou le Harmony Hall de Matsumoto.
Son timbre clair et souple sied au répertoire anglosaxon. Des compositeurs tels que Bernstein, Argento, Britten, Barber, Hundley révèlent sa voix brillante et suave. 
La soprano se fait remarquer par une diction limpide et une musicalité singulière et rare dans le répertoire mélodique français de Debussy, Poulenc, Fauré, Hahn, et russe avec notamment la musique de Rachmaninoff.
A l’Opéra, Marie que l’on décrit souvent comme une chanteuse pétillante, espiègle et virtuose, dévoile le cristal de son aigu mêlé au jeu, à l’expressivité et à la souplesse vocale dans des livrets de Léo Delibes, Massenet, Strauss, Britten ou Honegger. 
Naturellement joviale, Marie Devellereau s’est fait un nom dans l'interprétation des pièces d'Offenbach,,. 
Son esprit jovial, espiègle et iconoclaste s'est aussi affiché au côté de l'Orchestre de Pau Pays de Bearn, sous la direction du pétillant chef Fayçal Karoui et une mise en scène de Jean Manifacier, lors du concert de nouvel an.
Elle affectionne aussi l’Oratorio et le répertoire de concert, riches d'œuvres qui correspondent à sa tessiture vocale: le Gloria et le Stabat Mater de Poulenc, la Messe en Ut mineur et le Requiem de Mozart, le Requiem de Fauré, le Stabat Mater de Pergolèse, la Création et les Saisons de Haydn ou la Passion selon St Jean de J.S. Bach pour l’Oratorio.
En concert, on a pu l’applaudir dans "Les Illuminations" de Britten, "La Damoiselle Élue" et "Le Martyre de St Sébastien" de Debussy, les "7 frühe Lieder" de Berg, "Les chants de la Princesse" de Szymanowski ou les symphonies de Mahler. 
Elle sort plusieurs disques accompagnés des pianistes Philippe Cassard et Cédric Tiberghien, avec qui elle a enregistré par exemple le Je te veux d'Erik Satie.
Elle participe également à des recherches sur la voix avec Nicole Scotto di Carlo, directeur de recherche au CNRS.

## Discographie[16]
- Thaïs de Jules Massenet, avec Renée Fleming et l'Orchestre national Bordeaux Aquitaine (dir. Yves Abel), Decca Records, 2000[17]
- Poèmes en Musique - Victor Hugo, accompagnée par Philippe Cassard, Harmonia Mundi (label Ambroisie), 2006[18]
- Le Serment d'Alexandre Tansman, avec le Chœur de Radio France et l'Orchestre philharmonique de Radio France (dir. Alain Altinoglu), Harmonia Mundi, 2007[19]
- Les Mélodies d'Albert Roussel, avec l'Orchestre philharmonique du Luxembourg (dir. Jean-Yves Ossonce), Abeille Musique (label Timpani), 2008[20]

## Récompenses
- 1997 : Voice Masters de Monte-Carlo[4]
- 2001 : finaliste du Concours Domingo[4]
- 2001 : Prix de la critique[4]
- 2008 : Les Mélodies reçoit un Choc du Monde de la Musique et est Recommandé par Classica[4]